# Det bästa med Eva Eastwood
Det Bästa Med Eva Eastwood är ett samlingsalbum av Eva Eastwood som släpptes den 17 november 2017.

## Låtlista
| Nr           | Titel                      | Längd   |
| ------------ | -------------------------- | ------- |
| 1.           | Lyckost                    | 2:31    |
| 2.           | Bli Min                    | 2:47    |
| 3.           | Himlen Var Här             | 3:26    |
| 4.           | Ford 56                    | 2:52    |
| 5.           | Vill & Vill Inte           | 2:53    |
| 6.           | Hjärtat Bankar             | 3:15    |
| 7.           | Ah Peter                   | 2:40    |
| 8.           | Inte Alls Som Dom          | 3:28    |
| 9.           | Tjocka Släkten             | 2:49    |
| 10.          | Jimmy Jimmy                | 2:45    |
| 11.          | They Never Know            | 2:43    |
| 12.          | 7th Heaven On 5th Floor    | 3:17    |
| 13.          | We Will Be Together        | 3:02    |
| 14.          | Come On In                 | 3:12    |
| 15.          | My My My                   | 2:57    |
| 16.          | Like That No More          | 3:09    |
| 17.          | Zero Hero                  | 3:36    |
| 18.          | I Wanna Party              | 3:06    |
| 19.          | The Beat Goes On           | 4:24    |
| 20.          | Packing Up To Hit The Road | 3:24    |
| Total längd: | Total längd:               | 1:02:16 |